# Hosejnije-je Olja
Hosejnije-je Olja (pers. حسينيه عليا) – wieś w południowym Iranie, w ostanie Chuzestan. W 2006 roku miejscowość liczyła 216 osób w 39 rodzinach.